# Ландульф VI (князь Беневенто)
Ландульф VI (умер в 1077 году) — последний лангобардский правитель в Беневенто с 1038 по 1077 год. Он правил в годы, когда княжество фактически потеряло свою независимость. Всё его правление — это лишь попытка удержать власть в городе Беневенто, когда бо́льшая часть одноименного княжества, как и все лангобардские княжества Южной Италии, оказались под властью нормандцев.

## Биография

### Младший соправитель

Италия около 1000 года

Отцом Ландульфа был Пандульф III, в августе 1038 года сделавший своего сына соправителем. В апреле 1044 года Беневенто пережило землетрясение.
В 1046 году Генрих III посетил Рим, где назначил Климента II папой и короновался как император. В 1047 году он вместе с новым папой решил посетить Южную Италию, чтобы решить её дела и укрепить свою власть. Однако подъехав к Беневенто, он не смог попасть в город. Жители плохо приняли возвращавшуюся из паломничества в Монте-Гаргано тёщу императора Агнессу Бургундскую. Кроме того Пандульф мог быть недоволен тем, что император Генрих в феврале 1047 года возвысил нормандцев (пренебрегших в 1041 его братом Атенульфом) в ущерб лангобардским князьям. Император, которому не открыли ворот, а немедленно осадил город, но смог лишь разорить предместья. Папа римский же Климент II отлучил Беневенто. Из-за иных дел Генрих III направился с папой на север, но перед этим права на Беневенто передал Дрого Апулийскому и Райнульфу Аверсскому, которых оставил осаждать город.
В результате осады Пандульфа III и Ландульфа VI покинул их родич Дауферий. Отец Дауферия погиб в 1047 году, и он сбежал к Гвемару в Неаполь. Юноша решил принять духовный сан и, несмотря ни на требования, ни на уговоры родственников — князей Беневенто, добился своего. Со временем юноша стал не только монахом Дезидерием, но и римским папой Виктором III.
После того как в 1049 году новый папа Лев IX вступил в сан, он начал переговоры с горожанами Беневенто о снятии с них отлучения. В 1049—1050 годы он под предлогом паломничества посетил ряд городов Италии. В апреле 1050 года папа Лев, направляясь в Монте-Гаргано, решил заехать в Беневенто. После того как князья Пандульф и его сын Ландульф отказались его принять, горожане их изгнали и 5 июля 1051 года провозгласили своим сувереном папу. Тем самым горожане добились снятия отлучения, и нашли защиту от норманнов, разорявших с 1047 года земли княжества. Пандульф с сыном обратились за поддержкой к другим норманнам. Желая защитить своё приобретение, папа Лев IX поручил защиту Беневенто Гвемару Салернскому и Дрого Апулийскому, но те оба погибли от рук убийц: в 1051 году — Дрого, а в 1052 году — Гвемар. Лев IX получил у Генриха III права на Бенвенто, вернув тому епископство Бамберг (подаренное папству императором Генрихом II). Также папа нанял большое количество германских наёмников, заключил союз с византийцем Аргиром и в 1053 году пошел на норманнов. Однако проиграв в июне 1053 битву при Чивитате, был привезен в Беневенто, где после девятимесячного заключения был вынужден заключить мир. В 1053 году папа назначил ректором Беневенто Рудольфа, командира швабских наёмником. В апреле 1054 года папа Лев умер.

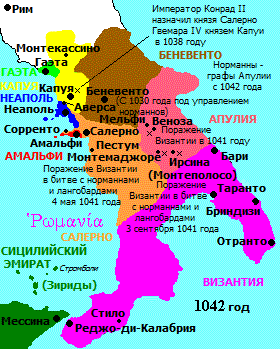
Южная Италия, 1042 год

Чем конкретно с 1051 по 1055 были заняты Пандульф и его сын Ландульф, источники умалчивают. Известно лишь, что в 1054 году норманн Готфрид Апулийский безуспешно пытался взять Беневенто, а в январе 1055 года Пандульф и Ландульф вновь стали правителями княжества. В июне 1057 года город Беневенто пережил пожар, а Ричард из Аверсы отобрал Капую у Ландульфа VIII, троюродного брата Ландульфа VI. Пандульф III принял в 1058 (или 1059) году монашеский постриг в монастыре святой Софии.

### Старший соправитель и вассал

Италия в 1084 году

Ещё в 1056 году Пандульф IV, сын Ландульфа VI, стал соправителем отца и деда. Однако период с 1055 по 1074 год — это время угасания княжества. В 1055 году лангобардские князья вернули себе Беневенто. Однако они были вынуждены признать себя вассалами папы, а их власть распространялась только на сам город и его окрестности. К концу правления Ландульфа VI даже родовые монастыри беневентских князей — Святой Софии и Монте-Касино — переориентировались на папство. Ландульф и его сын Пандульф почти полностью исчезают даже со страниц «Анналов Беневенто». Лишь в третьем кодексе указывается, какой это был их год правления, но описываются природные, религиозные и заморские события, никак не связанные с семьей Ландульфа.
1 октября 1071 года в руководимом Дезидерием (бывшим Дауферием) аббатстве Монте-Касино состоялся восьмидневный религиозный праздник в честь освящение базилики. На церемонии присутствовал и Ландульф. В феврале 1073 года в Монте-Саркли был убит Пандульф IV, и таким образом у Ландульфа не осталось наследников из близких родственников.

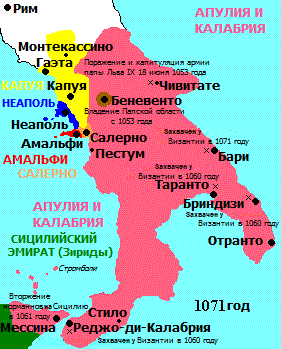
Южная Италия, 1071 год

В августе 1073 года он присягнул как вассал новому папе Григорию VII. В клятве Ландульф обещал уважать права граждан Беневенто. Приезжая в Беневенто Григорий жил во дворце Ландульфа как в своём.
Последний раз Ландульф упоминается снова в хрониках в 1077 году, когда описывают его смерть. В «Анналах Беневенто» это событие датируется «пятнадцатым днём декабрьских календ»; в genealogie-mittelalter — 7 ноября; в работе Valeria Beolchini — 21 ноября 1077 года; в Foundation for Medieval Genealogy — 18 декабря 1077 года.
Беневент оказался последним лангобардским владением (наряду с Салерно павшим в середине 1077 года) в Южной Италии. Его, узнав о смерти Ландульфа, также пытались захватить норманны Роберта Гвискара. Хотя осада была неудачной, это привело к войне между Робертом и папой Григорием VII.